# Gmina Żerków
Die Gmina Żerków ist eine Stadt-und-Land-Gemeinde im Powiat Jarociński der Woiwodschaft Großpolen in Polen. Ihr Sitz ist die gleichnamige Stadt (deutsch Zerkow) mit etwa 2100 Einwohnern.

## Gliederung
Zur Stadt-und-Land-Gemeinde gehören neben der Stadt Żerków weitere Dörfer (deutsche Namen bis 1945) mit einem Schulzenamt.
| - Antonin (Antonseck) - Bieździadów (Hochfeld) - Chrzan (Roggenfeld) - Chwałów - Dobieszczyzna (Langenfeld, ab 1943 Ost Langenfeld) - Komorze Przybysławskie (Niederland) - Lgów (Lugfeld) - Lisew (Fuchswinkel) - Lubinia Mała (Klein-Lieben) - Ludwinów - Miniszew (Prinzenau) | - Paruchów - Pawłowice (Paulsheim) - Prusinów (Geppertsfeld) - Raszewy (Vorland) - Sierszew-Sucha (Breitenfeld) - Stęgosz (Stengau) - Szczonów - Śmiełów (Schloßgarten) - Żerniki (Engarhof) - Żółków |

Weitere Ortschaften der Gemeinde sind:
| - Brzóstków (Warthebruch) - Gąsiorów (Gänseweide) - Gęczew (Ganshagen) - Kamień (Steineck) - Kretków (Waidmannsruh) - Laski (Gnadenfrei) - Parzewnia (Karlstal) | - Podlesie (Fischteich) - Pogorzelica (Fährdorf) - Przybysław (Farmhof) - Rogaszyce (Horneck) - Rozmarynów - Siekierzyn |

## Kulturdenkmale
- Śmiełów: klassizistisches Schloss- und Parkensemble; mit Museum für Adam Mickiewicz.

## Verkehr
Die Bahnstrecke Jarocin–Gniezno wird nur noch im Güterverkehr betrieben.